# کایل واسل
کایل واسل (انگلیسی: Kyle Vassell؛ زادهٔ ۷ فوریهٔ ۱۹۹۳) بازیکن فوتبال اهل بریتانیا است.
از باشگاه‌هایی که در آن بازی کرده‌است می‌توان به باشگاه فوتبال ساتون یونایتد، باشگاه فوتبال وایت‌هاوک، باشگاه فوتبال بیشاپس استورتفورد، باشگاه فوتبال ووکینگ، باشگاه فوتبال برنتفورد، باشگاه فوتبال آکسفورد یونایتد، باشگاه فوتبال پیتربورو یونایتد، باشگاه فوتبال چلمزفورد سیتی، باشگاه فوتبال سنت آلبنز سیتی، باشگاه فوتبال داگنم و ردبریج، باشگاه فوتبال دوور اتلتیک، باشگاه فوتبال شروزبری تاون، باشگاه فوتبال توتینگ اند میتچام یونایتد، و باشگاه فوتبال استاینز تاون اشاره کرد.
وی همچنین در تیم ملی فوتبال ایرلند شمالی بازی کرده‌است.